# Melanie Scholtz

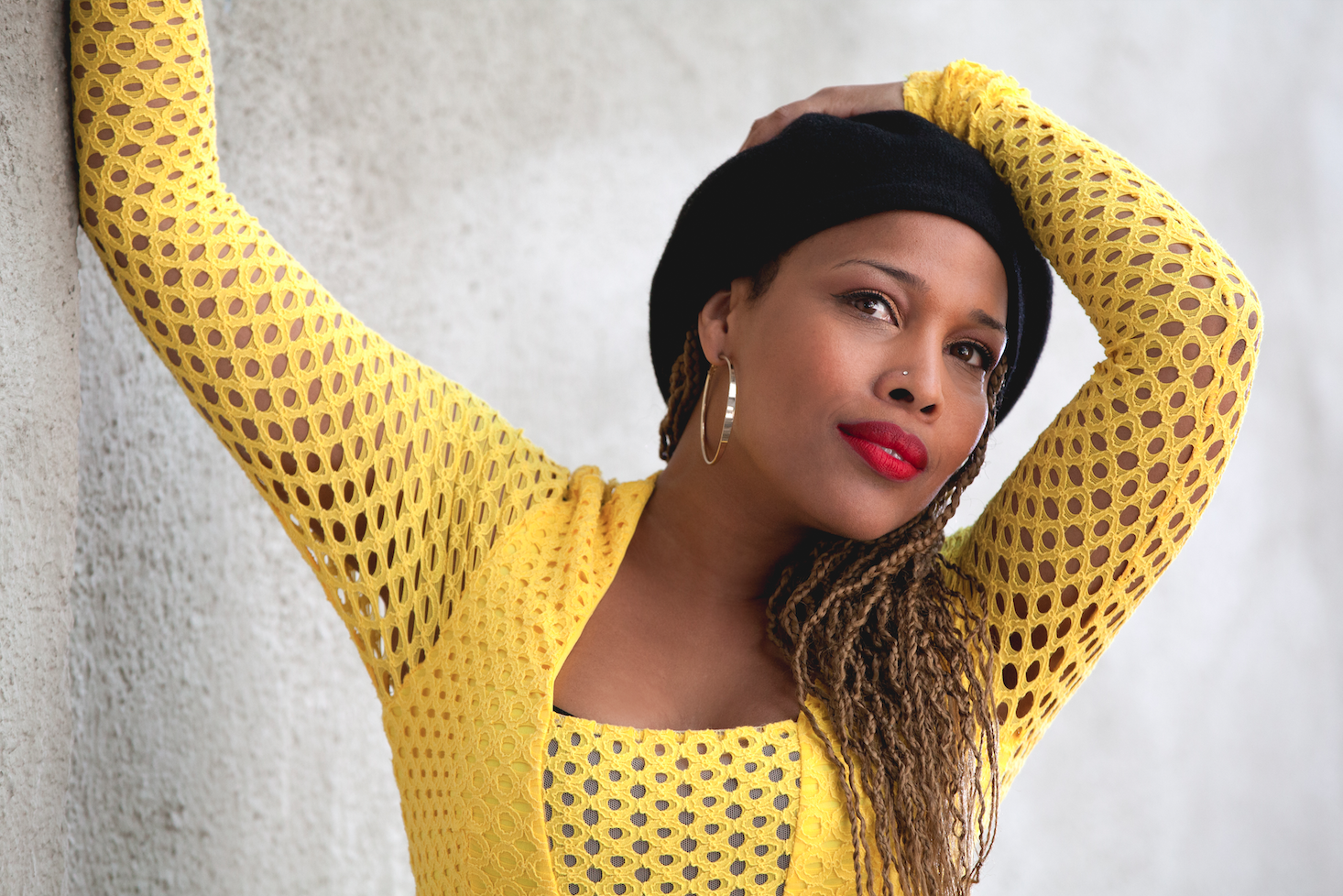
Melanie Scholtz (2017)

Melanie Scholtz (* 25. Februar 1979 in Kapstadt) ist eine in südafrikanische Jazzmusikerin (Gesang, Komposition).

## Leben und Wirken
Scholtz wuchs in einer musikalischen Familie auf und erhielt ab dem Alter von fünf Jahren klassischen Klavierunterricht. Mit 16 Jahren begann sie, Gesangsunterricht bei der Sopranistin May Abrahams zu nehmen. Von 1997 bis 2000 besuchte Scholtz die Universität Kapstadt, wo sie ihr Studium als Opernsängerin mit Auszeichnung abschloss.
2001 trat Scholtz bei den South African Woman of the Year Awards auf. Im folgenden Jahr kehrte sie mit dem Gitarristen Jimmy Dludlu zur South African Woman of the Year Awards Show zurück und stellte ihre Hitsingle Peaceful Moment vor. 2002 gewann sie den Preis für die beste Jazzsängerin bei den Old Mutual Jazz Encounters.
Scholtz veröffentlichte ihr Debütalbum Zillion Miles im Jahr 2006. Zu Mandelas 90. Geburtstag im Jahr 2008 schuf sie mit dem Saxophonisten Robbie Jansen den Song „Nelson Mandela: Born in the Land of the Sun“. Ihr zweites Album Connected erschien 2010. Im selben Jahr legte sie auch Living Standards vor, ihr erstes Album mit traditionellem Jazzmaterial; weiterhin erschien das Album Live in Varanger, das die norwegische Band Inkala mit ihr aufgenommen hatte. 2011 sang sie einen Titel mit Bobby McFerrin während seines Auftritts beim Anjazz Jazz Festival; im Folgejahr trat sie beim Joy of Jazz Festival mit Kurt Elling auf.
2013 veröffentlichte Scholtz ihr Album Freedom’s Child – Melanie Scholtz Sings James Matthews. Das Album umfasst 11 Gedichte des Anti-Apartheid-Aktivisten und Dichters Matthews, die Scholtz vertonte. Es war zugleich eine Zusammenarbeit mit dem Saxophonisten Soweto Kinch. Im selben Jahr veröffentlichte Scholtz ihr Album Our Time, das Bokani Dyer produzierte.
2015 zog Scholtz nach Tschechien und tourte von dort aus in Europa. 2017 zog sie nach New York City und begann mit Jazz at Lincoln Center im Rahmen von Veranstaltungen zu arbeiten, die den südafrikanischen und amerikanischen Jazz in den Mittelpunkt stellten. Als Teil der Great South African Songbook Tour trat sie mit Wynton Marsalis und dem Jazz at Lincoln Center Orchestra in New York, Chicago, Wien und Südafrika auf. Mit ihrem Mann, dem Keyboarder Brian Charette, bildet sie das Duo Homeland. Sie entwickelte auch ein Soloprogramm. Weiterhin ist sie mit Hugh Masekela, Jack van Poll und Joe McBride aufgetreten und auf Alben von Ivan Mazuze, Sverre Gjørvad und Small Kingdom (South African Edition) zu hören.

## Preise und Auszeichnungen
2002 wurde Scholtz als beste Jazzsängerin bei den Old Mutual Jazz Encounters ausgezeichnet. 2010 erhielt sie den Standard Bank Artist of the Year Award. 2012 gewann sie bei Jazz à Juan den Preis der Jury, den Publikumspreis und einen RTL-Preis.

## Diskographische Hinweise
- 2001 Jimmy Dludlu, Afrocentric (Universal Music)
- 2006 Zillion Miles
- 2010 Connected
- 2010 Living Standards
- 2013 Freedom Child
- 2013 Our Time
- 2022 Melanie Scholtz, Jo Skaansar: Kindred (Grappa)